# Kateřina I. Ruská
Kateřina I. Alexejevna (rusky Екатерина I Алексеевна, vlastním jménem Marta Helena Skowrońska/Skavronská, 26. březnajul./ 5. dubna 1684greg.15. dubna 1684, Jēkabpils – 6. květnajul./ 17. května 1727greg., Petrohrad) byla ruská carevna v letech 1725–1727, žena Petra I. Velikého.

## Život

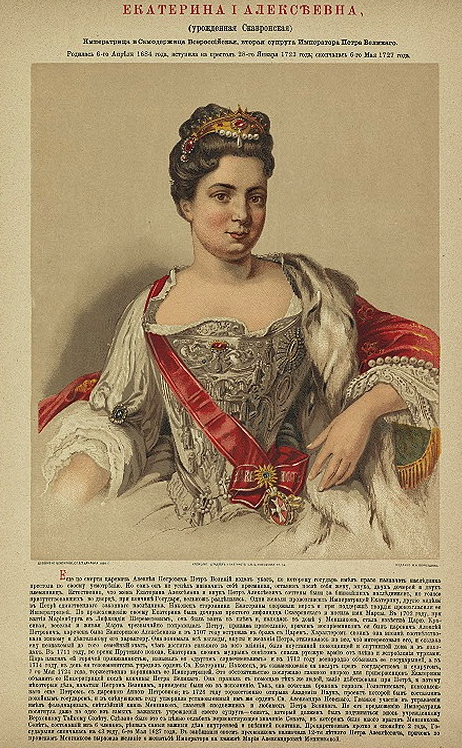
Carevna Kateřina I.

O jejím životě, zejména raných letech, toho není příliš známo a proto existují i různé poněkud odlišné životopisy. Obecně je přijímáno, že Marta byla dcerou Samuela Skowrońského/Skavronského, prostého litevského sedláka polského původu, který s rodinou žil na území Livonska. Ve věku 17 let nastoupila do služby u evangelického německého pastora J. E. Glücka (znám jako první překladatel Bible do lotyštiny) v livonském Marienburgu (dnes Alūksne). Tam poznala švédského dragouna, chudého šlechtice Johanna Cruseho, za nějž se provdala. Po dobytí města ruskými vojsky (1702) byla spolu se svým pěstounem zavlečena do hlavního města Ruského carství, kde se dostala na dvůr polního maršála Borise Šeremeťjeva.
Mezitím Marta přestoupila na pravoslaví a přijala jméno Kateřina Alexejevna. Krátce byla Menšikovovou favoritkou (pravděpodobně s ním měla dvě děti). V roce 1706 u svého přítele Menšikova poznal Martu car Petr I., zamiloval se do ní a v listopadu roku 1707 z ní učinil svou milenku; oženil se s ní nicméně až v roce 1712, kdy již byly na světě dvě jejich nejstarší dcery (Anna Petrovna, 1708–1728 a Alžběta Petrovna, 1709–1762). V roce 1724 ji jmenoval carevnou a spoluregentkou. Kateřina mu porodila 11 dětí, z nichž však pouze první dvě dcery (Anna Petrovna, předpokládaná následnice trůnu, a Alžběta Petrovna, pozdější carevna Alžběta I.) se dožily dospělosti; obě se narodily jako nemanželské, ještě před uzavřením sňatku Kateřiny s Petrem, což v budoucnu způsobilo mnohé problémy v nástupnictví na ruském trůnu.
Podle testamentu Petra Velikého carský trůn po něm převzala Kateřina, na který byla korunována již v roce 1724. Vládu fakticky v jejím jméně řídil kníže Alexandr Menšikov, který předsedal speciálně vytvořené šestičlenné Nejvyšší tajné radě, budoucímu poradnímu orgánu carevny. Kateřina krátce nato těžce onemocněla a 17. května roku 1727 po dvou letech vlády zemřela; příčinou její alkoholismem uspíšené smrti měly být souchotiny.

## Následníci trůnu
V pramenech je s jistotou zaznamenáno Kateřinino rozhodnutí, zahrnuté v testamentu. Výslovně jím vyjádřila vůli, aby nástupcem na trůně se stal Petr II., vnuk Petra Velikého (syn Alexeje, nejstaršího syna Petra Velikého z prvního manželství s Jevdokijí Lopuchinovou; za jeho krátké vlády byl dvůr přeložen do Moskvy).
Svou první dceru Annu (společně se svou sestrou Alžbětou měly být regentkami nedospělého Petra II. či následnicemi trůnu v případě, že by Petr II. zemřel před nimi bezdětný) provdala Kateřina počátkem roku 1725 za vévodu Karla Fridricha Holštýnsko-Gottorpského. Anna však zemřela po porodu syna (pozdější car Petr III.) 15. března roku 1728, tedy necelý rok po Kateřinině smrti (17. května 1727) a nedlouho na to zemřel i Petr II. (1730); ani regentství obou sester, ani Alžbětino (resp. Petra III.) následnictví na trůn se v této době nerealizovalo pro odpor a intriky knížat Dolgorukých, kteří svolali Nejvyšší tajnou radu a na jejím zasedání prosadili jako ruskou carevnu neteř Petra Velikého, dceru jeho nevlastního bratra Ivana V. Annu Ivanovnu. Po ní pak na trůn krátce nastoupil Ivan VI. Antonovič (pravnuk Ivana V.) a teprve poté Alžběta Petrovna, druhá dcera Petra I. a Kateřiny. Ani jeden z nich však neměl potomky a na trůn posléze usedl (1762) vnuk Petra Velikého Petr III., syn Anny Petrovny, která tak je předkem všech Romanovců od 18. do 20. století.

## Význam
K nejdůležitějším politickým událostem Kateřininy krátké vlády náleží otevření Petrohradské akademie věd nebo smluvní vztahy nové velmoci s evropskými státy.
Roku 1725 založila Kateřina I. podle odkazu svého zesnulého chotě řád sv. Alexandra Něvského, jenž byl udělován významným vojenským i civilním státním činitelům, kteří se zasloužili o blaho ruské říše. Stalo se tak u příležitosti sňatku jejich dcery Anny Petrovny s holštýnsko-gottorpským vévodou Karlem Friedrichem, jemuž byl řád udělen jako prvnímu.